# Corea del Sur en los Juegos Olímpicos de Sankt Moritz 1948
Corea del Sur estuvo representada en los Juegos Olímpicos de Sankt Moritz 1948 por tres deportistas masculinos que compitieron en patinaje de velocidad sobre hielo.
El equipo olímpico surcoreano no obtuvo ninguna medalla en estos Juegos.